# Kamira (vattendrag i Burundi, Bururi, lat -3,72, long 29,67)
Kamira är ett vattendrag i Burundi.   Det ligger i provinsen Bururi, i den centrala delen av landet, 50 kilometer sydost om huvudstaden Bujumbura.
Omgivningarna runt Kamira är en mosaik av jordbruksmark och naturlig växtlighet. Runt Kamira är det ganska tätbefolkat, med 166 invånare per kvadratkilometer.